# Manaton
Manaton – wieś i civil parish w Anglii, w Devon, w dystrykcie Teignbridge. W 2011 civil parish liczyła 303 mieszkańców. Manaton jest wspomniana w Domesday Book (1086) jako Manitone/Manitona.